# Elusa stigmatica
Elusa stigmatica là một loài bướm đêm trong họ Noctuidae.